# 万里小路時房
万里小路 時房（までのこうじ ときふさ）は、室町時代前期から中期にかけての公卿。内大臣・万里小路嗣房の子。官位は従一位・内大臣。法号を建聖院。万里小路家7代当主。日記『建内記』（『建聖院内大臣記』或いは『建聖院内府記』、10巻）の著者として知られている。

## 経歴
父・嗣房にとっては晩年（54歳）の男子であり、将来を嘱望された。既に養子として甘露寺家から重房（後に豊房）を迎えていたが、時房が5歳の時に既に出家していた嗣房は豊房に迫って家督を時房に譲らせている（重房は応永11年（1404年）に豊房に改名、応永27年（1420年）に出家している。その後地方下向の折に事件に巻き込まれ死亡したという）。
応永8年（1401年）に父が病死、同年に叙爵を受ける。応永18年（1411年）に後小松天皇の蔵人となり、3年後に頭弁（左大弁蔵人頭）となり、応永23年（1416年）には23歳で参議、応永25年（1418年）には権中納言、応永32年（1425年）には権大納言に任ぜられ、後小松天皇（上皇）の側近として活躍し、伏見宮から後小松天皇の猶子として皇位を継承した後花園天皇が、実父である貞成親王に尊号を奉じようとした時に亡くなった後小松天皇の遺詔の遵守を理由に最後まで反対論を唱えていた。また、武家伝奏や南都伝奏を務め、室町幕府4代将軍・足利義持・義教にも伺候し、度々政治的な意見を求められるなど信任も厚かった。室町殿の後見人であった満済との連携も見られた。応永24年（1417年）12月1日に義持の子義量（後の5代将軍）が元服した際には時房が理髪役を務めた（『満済准后日記』・『看聞日記』同日条）。
文安2年（1445年）暮れに内大臣に任じられたが、大臣職を希望した洞院実熙の圧迫によって、大臣就任の拝賀も終えない翌年1月に辞任を余儀なくされた。64歳で没、浄蓮華院に葬られたが、応仁の乱後に荒廃した為、息子玄周が住持を務めた清浄華院に改葬されている。

## 系譜
- 父：万里小路嗣房
- 母：家女房
- 妻：不詳
  - 男子：万里小路冬房
  - 男子：玄周 - 清浄華院住持
  - 男子：中権
  - 女子：慈俊
  - 女子：慈照 - 算子